# Jadwiga Urbanowicz
Jadwiga Urbanowicz (ur. 1926, zm. 1994) – polska autorka tekstów piosenek i dziennikarka.
Za napisane przez siebie piosenki otrzymała wiele nagród festiwalowych.

## Piosenki (wybór)
- Chlebem i solą (muz. Artur Żalski, nagroda na VIII Krajowym Festiwalu Piosenki Polskiej w Opolu)
- Dzwon znad doliny (muz. Leszek Bogdanowicz)
- Godiva (muz. Benon Hardy)
- Jeszcze nie raz (muz. Leszek Bogdanowicz)
- Taki dzień się zdarza raz (muz. Zdzisława Sośnicka, Leszek Bogdanowicz)
- Tramwajem na Rataje (muz. Jerzy Milian)
- Obietnice (muz. Andrzej Zawadzki)